# Trifon
Trifon (bulgarisch Трифон) ist als eine bulgarische Form des altgriechischen Namens Tryphon ein bulgarischer männlicher Vorname.

## Namensträger

### Vorname
- Trifon Dschonew (1928–2013), bulgarischer Schauspieler und Sänger
- Trifon Iwanow (1965–2016), bulgarischer Fußballspieler
- Trifon Korobejnikow (16./17. Jh.), russischer Kaufmann, Schreiber und Diakon
- Trifon Nedeltschew (* 1945), bulgarischer Bildhauer und Maler
- Trifon Trifonov (* 1952), bulgarischer Jazzmusiker

### Familienname
- Nicolas Trifon (* 1949), rumänischer Soziolinguist und Schriftsteller

## Prosa
- Trifon (Tschechow), Kurzgeschichte von Anton Tschechow (1884)